# Internationale Friedensfahrt 1985
Die 38. Internationale Friedensfahrt (Course de la paix) war ein Straßenradrennen, das vom 8. bis 22. Mai 1985 ausgetragen wurde.
Die 38. Auflage der Internationalen Friedensfahrt bestand aus 12 Einzeletappen und führte auf einer Gesamtlänge von 1689 km von Prag über Moskau und Warschau nach Berlin. Mannschaftssieger war die UdSSR. Der beste Bergfahrer war Kjell Nilsson aus Schweden.
Der vielseitigste und punktbeste Fahrer war Lech Piasecki aus Polen.
Zum 40. Jahrestag der Befreiung machte die Friedensfahrt erstmals in Moskau halt.

## Teilnehmernationen
Teilnehmende Nationen waren:
| Belgien     | Bulgarien | Dänemark    | DDR                    |
| Finnland    | BRD       | Frankreich  | Vereinigtes Königreich |
| Mongolei    | Italien   | Jugoslawien | Niederlande            |
| Norwegen    | Polen     | Rumänien    | Spanien                |
| Schweden    | Schweiz   | Ungarn      | Tschechoslowakei       |
| Sowjetunion |           |             |                        |

Die Mannschaft des Bundes Deutscher Radfahrer (BDR) war mit folgenden Fahrern am Start: Achim Stadler, Christian Henn, Andreas Kappes, Jürgen Eckmann, Dirk Harzdorf, Georg Weigenand.

## Details
| Etappe     | Start – Ziel                       | Etappensieger              | Etappen- länge | Fahrzeit |
| ---------- | ---------------------------------- | -------------------------- | -------------- | -------- |
| 0Prolog    | Einzelzeitfahren in Prag           | Lech Piasecki Polen        | 006 km         | 0:10:18  |
| 01. Etappe | Rund um Moskau                     | Riho Suun Sowjetunion      | 130 km         | 2:49:44  |
| 02. Etappe | Rundkurs in Krylatskoje            | Andrzej Mierzejewski Polen | 136 km         | 3:20:00  |
| 03. Etappe | Mannschaftszeitfahren in Moskau    | Mannschaft Sowjetunion     | 050 km         | 3:06:14  |
| 04. Etappe | Prag – Jihlava                     | Uwe Ampler DDR             | 164 km         | 4:19:41  |
| 05. Etappe | Jihlava – Olomouc                  | Riho Suun Sowjetunion      | 172 km         | 4:13:34  |
| 06. Etappe | Olomouc – Ostrava                  | Wenelin Hubenow Bulgarien  | 169 km         | 4:05:14  |
| 07. Etappe | Ostrava – Bielsko-Biała            | Lech Piasecki Polen        | 186 km         | 4:50:14  |
| 08. Etappe | Kęty – Częstochowa                 | Lech Piasecki Polen        | 189 km         | 4:15:07  |
| 09. Etappe | Rozprza – Warschau                 | Per Pedersen Dänemark      | 199 km         | 4:47:27  |
| 10. Etappe | Szczecin – Neubrandenburg          | Riho Suun Sowjetunion      | 146 km         | 3:04:34  |
| 11. Etappe | Einzelzeitfahren in Neubrandenburg | Lech Piasecki Polen        | 034 km         | 0:46:24  |
| 12. Etappe | Neubrandenburg – Berlin            | Uwe Raab DDR               | 130 km         | 2:58:49  |